# MySQL Workbench
MySQL Workbench is een CASE-tool voor het bijwerken en aanmaken van MySQL-databases met behulp van een grafische interface.
MySQL Workbench is een geïntegreerde omgeving voor:
- Ontwerp en modellering van databases
- Ontwikkeling van SQL
- Databasebeheer
- Databasemigratie

MySQL Workbench wordt zowel als een 'Communityversie' onder de GPL-licentie aangeboden, en met extra functionaliteit als een standaardversie in de vorm van een jaarlijks abonnement.